# 趙汝騰
趙汝騰（？—1261年），字茂實，號庸齋，晚號紫霞翁。居福建福州。

## 生平
宋太宗八世孫，寶慶二年（1226年）進士。歷官差主管禮、兵部架閣，遷籍田令。累官權工部尚書兼權中書舍人。不久被罷免。又用爲禮部尚書兼給事中。拜翰林學士，景定二年（1261年）卒。諡忠靖。著有《庸齋集》六卷。

## 延伸阅读
[在维基数据编辑]
 《宋史·卷424》，出自脱脱《宋史》